# NGC 4181
NGC 4181 ist eine elliptische Galaxie vom Hubble-Typ E im Sternbild Jagdhunde. Sie ist schätzungsweise 435 Millionen Lichtjahre von der Milchstraße entfernt.
Das Objekt wurde am 14. April 1789 von Wilhelm Herschel entdeckt.